# Acaster Selby
Acaster Selby – wieś w Anglii, w hrabstwie North Yorkshire, w dystrykcie (unitary authority) North Yorkshire. Leży 11 km na południe od miasta York i 271 km na północ od Londynu.